# Inscheping in Calais
Inscheping in Calais (Frans: Embarquement à Calais) is een olieverfschilderij van de Frans-Engelse kunstschilder James Joseph Jacques Tissot (Nantes 1836 - Nantes 1902), wellicht geschilderd tussen 1878 en 1882. Het werk bevindt zich sinds 1903 in het Koninklijk Museum voor Schone Kunsten te Antwerpen onder inventarisnummer 1406.

## Context
James Tissot schilderde Inscheping in Calais als onderdeel van de onafgewerkte serie L’étrangère. Deze maakt op zijn beurt deel uit van het grote beeldverhaal van La femme à Paris. Het was daar dat de kunstenaar deelnam aan de Parijse Commune, waar toen voor korte tijd een revolutionaire regering werd geïnstalleerd, en waar hij zijn geliefde muze Kathleen Newton leerde kennen. Hij verliet de Franse hoofdstad na zijn deelname aan de Commune en vestigde zich te Londen. Toen Newton in 1882 stierf, vestigde Tissot zich opnieuw in Parijs. Daar bleef hij werken met de foto's die hij van zijn geliefde muze gemaakt had.

## Thema en stijl
Het beeldverhaal van La femme à Paris gaat – zoals de titel reeds doet vermoeden – over de geest en charme van de elegante Parisienne. Het was een bijzonder populair beeld in de jaren 1880-1890. De vrouw was zowel een studieobject in de filosofie als psychologie, zowel in de geschiedenis als in de kunst. Kunsthistorici schreven reeds dat de reeks inhoudelijk vaag samenhangt en waarschijnlijk geen welomlijnd programma nastreeft. Het is als het ware een reportage over meestal jonge, altijd aantrekkelijke vrouwen in de moderne grootstad. Tissot schilderde hen in uiteenlopende situaties en handelingen; zowel hun behaagzucht (La plus jolie femme de Paris, La Mondaine), hun raadselachtige, onberekenbare natuur, de dweepzucht (L’esthétique), de lichamelijke behendigheid van acrobates of de eerzucht van echtgenotes (L'ambitieuse) werden verbeeld. G. Van Broeckhoven schreef over Tissots Parisienne: “De 'Parisienne' is een creatie waarin het kunstmatige overheerst op het natuurlijke, het toonbeeld van opperste elegantie, tegelijk liefelijk en opposant.” In de genrestukken waarin Tissot zijn aantrekkelijke onderwerpen bezighoudt met oppervlakkige handelingen, slaagde hij toch een psychologische diepte mee te geven. Dat zet de kijker aan tot een bepaalde nieuwsgierigheid naar haar persoon.
Inscheping in Calais ligt zowel qua uitvoering als onderwerp in lijn van Tissots Londense oeuvre. Ook daar verbindt hij de plastische taal van eigentijdse en progressieve kunsttendensen met zijn conservatieve visie. Die wordt gekenmerkt door de weergave van het verloop van gebeurtenissen met morele implicaties. Op die wijze leunt zijn progressieve werk toch nog aan bij de Victoriaanse schilderkunst. Zijn figuren neigen naar het monumentale, zijn kleurpalet en penseelvoering bij het laat-impressionistische. Deze laat-impressionistische invloed toont zich in de dicht opgebrachte penseelstreken, de weergave van rijkelijke decoratieve elementen en de levendige kleuren.

## Beschrijving
Een mysterieuze dame die uiterst voorzichtig afdaalt van een brug tussen het schip en de kade (volgens de titel te Calais), is het onderwerp van dit schilderij. Wellicht gaat de oversteek van Frankrijk naar Engeland. Haar modieuze, Brits aandoende reiskostuum en strakke, lage rijglaarsjes benadrukken haar behoedzaamheid en zijn er wellicht ook meteen de oorzaak van. Haar taille is strak ingesnoerd en op haar hoofd draagt ze een mutsje met voilette. Ze draagt lange fijne lederen handschoenen en een zwart boasjaaltje. Aan haar linkerarm hangt een opgerolde reisdeken waarin een paraplu en parasol zijn gewikkeld. Het verlaten van een boot of het wachten op de steiger is een onderwerp dat reeds verschijnt in Tissots Londense werken.

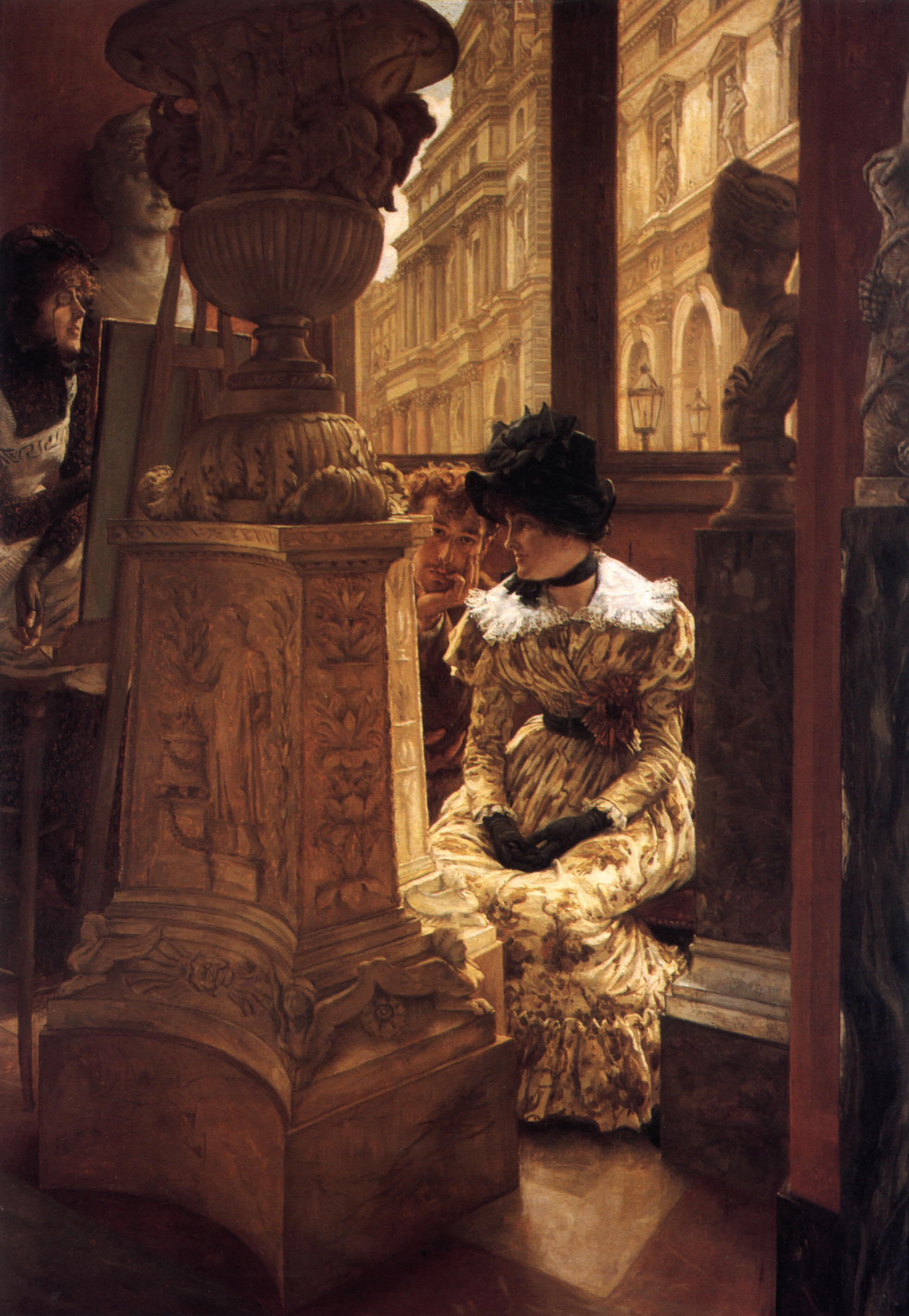
Au Louvre - L’Esthetique ('In het Louvre), 1884

Haar, achter een voile gehulde, gelaat is wellicht gebaseerd op dat van Kathleen Newton, de muze van de kunstenaar. Ze kijkt naar een figuur buiten de voorstelling, misschien de toeschouwer, misschien een persoon achter hem. Haar blik straalt rust en een beetje hooghartigheid uit en contrasteert met de beweeglijkheid om haar heen. "Ze gunt haar smachtende omstanders geen blik. Ze vindt het heel gewoon dat ogen om beurten naar haar kijken…", zo schrijft Ciska Beele, curator van het KMSKA. De beweeglijkheid om haar heen is fragmentarisch weergegeven, als het ware een pseudosnapshot.
Achter de moderne nimf daalt een sterke matroos achter haar; het contrast is groot. Onderaan de brug maant een steward andere reizigers aan plaats te maken voor de vrouw. Dat is het enige anekdotische motief. Voor de rest is het beeld langs alle kanten gevuld met figuren die meer aansluiten bij de inscheping dan de Parisienne.
De compositie doet denken aan het werk van Tissots vrienden James Mc. Neil Whistler en Edgar Degas. H. Todts schreef dat de uitvoerige detaillering daarnaast ook doet denken aan Alfred Stevens’ werk, maar “Tissots banale coloriet en de fletse uitvoering benaderen uiteraard het raffinement van Stevens niet.”

## Materiële aspecten

### Afmetingen
- 140,5 × 97,5 cm (Dagmaat)
- 146,5 × 102 × 1,7 cm (Volledig)
- 185 × 140 × 15 cm, 47,5 kg (Inclusief lijst)

### Signaturen
- Tissot
  - Plaats: recto, links onder
  - Type: handschrift
  - Lettertype: onderkast met beginkapitaal
  - Auteur: James Joseph Jacques Tissot

## Provenance
Het werk werd samen met andere werken uit de serie La femme à Paris tentoongesteld in de Exposition J.J. Tissot: Quinze tableaux sur la 'Femme à Paris', in de Galerie Sedelmeyer te Parijs (april-juni 1885). Het was Paul Leroi die het werk aan het Koninklijk Museum voor Schone Kunsten Antwerpen schonk.